# Оширов, Анисим Николаевич
Анисим Николаевич Оширов (1926 год, Аларский район — 1993 год) — электрослесарь Улан-Удэнского паровозо-вагонного завода Министерства путей сообщения СССР, Бурятская АССР. Герой Социалистического Труда (1959).

## Биография
В 1942 году окончил Улан-Удэнское железнодорожное училище, после которого работал слесарем на Улан-Удэнском локомотиворемонтном заводе. В 1945—1951 годах служил в составе Тихоокеанского флота. В 1951 году возвратился на родину и продолжил работать на Улан-Удэнском ЛВРЗ. С 1952 года — бригадир электрослесарей. Окончил школу рабочей молодёжи и позднее — Улан-Удэнский железнодорожный техникум. Член КПСС. 
Бригада Анисима Оширова постоянно выполняла производственные задания на 120—125 %. Указом Президиума Верховного Совета СССР от 1 августа 1959 года «за выдающиеся успехи, достигнутые в деле развития железнодорожного транспорта» удостоен звания Героя Социалистического Труда с вручением ордена Ленина и золотой медали «Серп и Молот».
В последующие годы трудился заместителем председателя заводского комитета профсоюзов, начальником дизельного цеха, начальником бюро рационализации отдела главного технолога ЛВРЗ.
Избирался делегатом XXII съезда КПСС, членом райкома и горкома Улан-Удэнского отдела[уточнить] КПСС.
Скончался в 1993 году.
Награды
- Герой Социалистического Труда
- Орден Ленина
- Почётный железнодорожник